# Ceyroux
Ceyroux är en kommun i departementet Creuse i regionen Nouvelle-Aquitaine i de centrala delarna av Frankrike. Kommunen ligger i kantonen Bénévent-l'Abbaye som tillhör arrondissementet Guéret. År 2022 hade Ceyroux 125 invånare.

## Befolkningsutveckling
Antalet invånare i kommunen Ceyroux
Referens:INSEE